# Heinz David Leuner
Heinz David Leuner, geb. Loewy (* 15. September 1906 in Breslau; † 23. September 1977 in London), war ein britischer Publizist.

## Leben
Seine Eltern waren der Buchhalter und Schriftsteller Leo Abraham Loewy (* 1874) und dessen Ehefrau Elfriede Sarah (* 1874), geb. Berger. Beide waren jüdischen Glaubens und starben im KZ Auschwitz. Ihr jüngerer Sohn Kurt (* 1909) war Bühnenbildner und emigrierte nach Prag.
Heinz David Leuner erlangte das Abitur in seiner Geburtsstadt Breslau und war ab 1924 als Journalist und Redakteur tätig. Unter anderem arbeitete er für die Die Tribüne in Breslau und die Berliner Volks-Zeitung. Zudem amtierte er als Schriftleiter der Zeitschrift Die Sonne, dem Organ des Deutschen Tuberkulösen-Bundes, dessen Generalsekretär er 1931/1932 war. 1931 heiratete er Alice Görke (* 1908).
1928 begann Leuner, entschieden in Zeitungsartikeln gegen den Nationalsozialismus einzutreten. Nach der Machtergreifung ging er in den Untergrund und flüchtete im März 1933 mit seiner Ehefrau in die Tschechoslowakei. Er lebte in Prag von Einkünften als Handelsvertreter und Buchhalter und arbeitete für die Exilpresse. 1935 konvertierte er vom jüdischen Glauben zum Protestantismus. Ab dem Folgejahr engagierte er sich in der Flüchtlingshilfe der Church of Scotland, der er 1937 beitrat. Von November 1938 bis Februar 1939 war er Sekretär der Christlichen Flüchtlingsfürsorge in Prag.
Am 1. Oktober 1938 erfolgte die Ausbürgerung Leuners, der bis dahin die deutsche Staatsbürgerschaft besessen hatte. Im März 1939 emigrierte er in das Vereinigte Königreich und lebte bis 1946 in Glasgow. Er begann ein Studium der Theologie und Geschichte an der University of Glasgow und dem Trinity College. Dieses wurde jedoch durch eine fünf Monate andauernde Internierung unterbrochen, die er ab August 1940 in schottischen Lagern (Glenbranter, Knapedale) und auf der Isle of Man verbrachte. Ab 1942 arbeitete Leuner für das Home Board der Church of Scotland. Er schloss seine theologischen Studien ab und war danach als Pfarrer für die Church of Scotland tätig. 1947 erhielt er die britische Staatsbürgerschaft und zog im Jahr darauf nach London.
Ab 1949 gab Leuner die Zeitschrift Der Zeuge heraus. Er war auch Mitherausgeber von The Hebrew Christian und arbeitete für die in Deutschland erscheinenden theologischen Zeitschriften Israel Forum, Junge Kirche und Emuna. Im Jahr 1950 wurde er Europasekretär der International Hebrew Christian Alliance. Er setzte sich für eine christlich-jüdische Zusammenarbeit gemäß dem Verständnis der ökumenischen Bewegung ein und war Berater bzw. ab 1971 Vollmitglied des Weltkirchenrats. 1974 wurde er mit dem Bundesverdienstkreuz ausgezeichnet.

## Schriften (Auswahl)
- Das sollten wir über die Juden wissen! Antworten auf Vorwürfe gegen das Judentum. Stuttgart-Sillenbuch 1962, OCLC 926004.
- Religiöses Denken im Judentum des 20. Jahrhunderts. Wuppertal 1969, OCLC 6406968.
- Zwischen Israel und den Völkern. Vorträge eines Judenchristen. Berlin 1978, OCLC 6889263.
- Gerettet vor dem Holocaust. Menschen, die halfen. Frankfurt am Main 1989, ISBN 3-548-33098-3.